# 巴帕蓋河
巴帕蓋河是俄羅斯的河流，由薩哈共和國負責管轄，屬於維柳伊河的右支流，河道全長307公里，流域面積約4,650平方公里，發源自中西伯利亞高原，河水主要來自雨水。